# Znowu wiosna
Znowu wiosna (tytuł oryginalny: Përseri pranverë) – albański film fabularny z roku 1987 w reżyserii Petrita Llanaja.

## Opis fabuły
Dano Bregu jest przewodniczącym kołchozu. Przysłany do kołchozu agronom Ilir ma za zadanie wprowadzić nowe odmiany roślin. Wkrótce zaczyna spotykać się z córką Dano, Yllką. Dano nie zgadza się na ten związek. Z czasem przekonuje się, że powinien zaakceptować wybór córki. Obawia się, że zmieniając zdanie, straci autorytet wśród podległych mu ludzi.

## Obsada
- Ilir Hunçi jako Ilir
- Dhurata Kasmi jako Yllka, córka Dano
- Dhimitër Orgocka jako Dano Bregu
- Dhorkë Orgocka jako żona Dano
- Ferdinand Radi jako spekulant
- Pandi Raidhi jako cieśla
- Zhani Ziçishti jako główny agronom
- Merita Çoçoli jako agronom